# Tomarteich
Der Tomarteich ist ein stehendes Gewässer in der Gemeinde Eberndorf in Kärnten (Österreich). Er ist Teil des Naturschutzgebiets Sablatnigmoor und bildet mit diesem Moor den Rest eines größeren Sees, welcher nach der letzten Eiszeit entstanden ist und langsam verschwindet. Aktuell bestehen die Überreste dieses größeren Sees zu 80 % aus Moor und zu 20 % in Form des kleinen Tomarteiches und einem nicht mehr genutzten Fischteich. Die Gewässer sind von schnell fortschreitender Verlandung betroffen und ein wertvoller Lebensraum für zahlreiche Tier- und Pflanzenarten. Geologisch befindet sich der See, so wie der Sablatnigsee und der Klopeiner See, auf der Rückersdorfer Platte in einer Seehöhe von 480 m ü. A. Das Gewässer ist eutroph, was zum Teil natürlich und auch durch die Landwirtschaft in der Nähe verursacht wird.